# 中島みゆき BEST SELECTION II
『中島みゆき BEST SELECTION Ⅱ』（なかじまみゆき ベスト・セレクション・ツー）は、1992年4月1日にAARD-VARKより発売された中島みゆきのベスト・アルバムである。

## 解説
1989年3月21日に発売された『中島みゆき PRESENTS BEST SELECTION 16』に続く、中島みゆきのベスト・セレクション第2弾。
初回盤は通常盤と違い、CDケース内の歌詞カードの代わりに40ページブックレットがCDケースとは別に封入されている。内容は通常盤より写真が多く、ライナーノーツやディスコグラフィが記載されている。
『中島みゆき PRESENTS BEST SELECTION 16』と同じく、1996年にリリースされたベストアルバム『大吟醸』発売に伴い廃盤となったため、現在は入手困難となっている。

## 批評
『CDジャーナル』は、「今回はすべてが聴き所といえるだろう。これ聴きながら彼女の曲にそっと自分の思い出を重ねてみるのも一興。」と批評した。

## 収録曲
| 全作詞: 中島みゆき。 |                        |            |            |                  |      |
| #                    | タイトル               | 作詞       | 作曲       | 編曲             | 時間 |
| 1.                   | 「時代」               | 中島みゆき | 中島みゆき | 西崎進           | 4:17 |
| 2.                   | 「トーキョー迷子」     | 中島みゆき | 中島みゆき | 瀬尾一三         | 5:08 |
| 3.                   | 「涙 -Made in tears-」 | 中島みゆき | 中島みゆき | 瀬尾一三         | 5:08 |
| 4.                   | 「春なのに」           | 中島みゆき | 中島みゆき | 瀬尾一三         | 5:04 |
| 5.                   | 「黄砂に吹かれて」     | 中島みゆき | 後藤次利   | 瀬尾一三         | 5:50 |
| 6.                   | 「まつりばやし」       | 中島みゆき | 中島みゆき | 福井峻           | 4:01 |
| 7.                   | 「シュガー」           | 中島みゆき | 中島みゆき | 椎名和夫         | 6:34 |
| 8.                   | 「やまねこ」           | 中島みゆき | 中島みゆき | 船山基紀         | 4:02 |
| 9.                   | 「with」               | 中島みゆき | 中島みゆき | 瀬尾一三         | 5:40 |
| 10.                  | 「Maybe」              | 中島みゆき | 中島みゆき | 瀬尾一三         | 6:21 |
| 11.                  | 「あした」             | 中島みゆき | 中島みゆき | 瀬尾一三         | 5:28 |
| 12.                  | 「歌姫」               | 中島みゆき | 中島みゆき | 青木望           | 8:13 |
| 13.                  | 「世情」               | 中島みゆき | 中島みゆき | 福井峻・吉野金次 | 6:06 |
| 合計時間:            | 合計時間:              | 合計時間:  | 合計時間:  | 71:52            |      |

1. 時代
2ndシングル。ここで収録されているのは、1stアルバム「私の声が聞こえますか」に収録されているバージョンである。
2. トーキョー迷子
26thシングル。ここで収録されているのは、19thアルバム「歌でしか言えない」に収録されているバージョンである。
3. 涙 -Made in tears-
23rdシングル。前川清の提供曲。オリジナルのタイトルとはサブタイトルが追加されている。
4. 春なのに
17thアルバム「回帰熱」収録。柏原芳恵の提供曲。レコーディングにcobaが参加している。
5. 黄砂に吹かれて
17thアルバム「回帰熱」収録。工藤静香の提供曲。自らが歌うにあたり、歌詞が一部変更されていることと、テンポが異なっている。
6. まつりばやし
3rdアルバム「あ・り・が・と・う」収録。
7. シュガー
21stシングル「御機嫌如何」のカップリング。アルバム初収録。
8. やまねこ
20thシングル。
9. with
18thアルバム「夜を往け」収録。
10. Maybe
19thアルバム「歌でしか言えない」収録。
11. あした
24thシングル。シングルバージョンはアルバム初収録。
12. 歌姫
9thアルバム「寒水魚」収録。
13. 世情
4thアルバム「愛していると云ってくれ」収録。TBS系テレビドラマ『3年B組金八先生』第2シリーズ第24話の挿入歌として起用されたことで話題となった。